# 坚果3
坚果3是锤子科技在2018年4月发布的一款入门机型，搭载高通骁龙625平台，双1300万摄像头，运行Smartisan OS（基于Android）。

## 配置
全系都是4GB运存，起步32GB，蓝牙4.1，4000毫安时的巨型电池和18W快充。

## 设计
使用了全金属中框（包括DSDS卡槽），双面玻璃，三面无边框的设计。在手机中框上画了一条装饰性金色细线。开孔较少。

## 价格
4+32GB 1299元，4+64GB 1599元。在之后的一段时期，锤子每隔几天就会进行促销，大量发放坚果3优惠券。